# Lampanah Teungoh
Lampanah Teungoh is een bestuurslaag in het regentschap Aceh Besar van de provincie Atjeh, Indonesië. Lampanah Teungoh telt 190 inwoners (volkstelling 2010).